# Leptotes (zoologia)
Leptotes Scudder, 1876, è un genere di farfalle della famiglia Lycaenidae.

## Tassonomia
Comprende le seguenti specie:
- Leptotes adamsoni Collins & Larsen, 1991
- Leptotes babaulti Stempffer, 1935
- Leptotes brevidentatus Tite, 1958
- Leptotes casca Tite, 1958
- Leptotes cassius Cramer, 1775
- Leptotes jeanneli Stempffer, 1935
- Leptotes marginalis Aurivillius, 1924
- Leptotes marina Reakirt, 1868
- Leptotes mayottensis Tite, 1958
- Leptotes parrhasioides Wallengren, 1860
- Leptotes pirithous Linnaeus, 1767
- Leptotes plinius Fabricius, 1793
- Leptotes pulcher Murray, 1874
- Leptotes rabenafer Mabille, 1877
- Leptotes socotranus Ogilvie-Grant, 1899
- Leptotes terrenus Joicey & Talbot, 1926
- Leptotes trigemmatus Butler, 1881